# Шумска мајка
Шумска мајка је у словенској митологији женски шумски демон, она је господарица и чувар шума.

## Име
Шумска мајка је позната и као мума падури, шуминка, мамона, бохинка, итд.

## Опис
Шумска мајка је описана као лепа жена, јако развијених груди, расплетене црне косе, са дугим ноктима, некад нага, а некад одевена у белу одећу. Сматра се да у сусрету са људима није наносила зло, већ је била добра.

## Способности
Шумска мајка се могла јавити и као стара и ружна жена са веома израженим зубима. Онда као пласт или навиљак сена, крава, ћурка, пас, коњ или коза. Сматрало се да дивно пева, да је похотљива и да заводи младе и лепе људе, и то најчешће у шуми или воденицама. Сматра се заштитницом бременитих жена и новорођенчади. Али, она их често и напада. Најчешће изазива несаницу и плач код деце.